# Lista över länder efter manganproduktion
Detta är en lista över länder efter manganproduktion (2015). Den är baserad på United States Geological Survey.
| Pos | Land         | Manganproduktion (ton) |
| --- | ------------ | ---------------------- |
| —   | Världen      | 185 500 000            |
| 1   | Sydafrika    | 6 200 000              |
| 2   | Australien   | 3 000                  |
| 3   | Kina         | 2 900 000              |
| 4   | Gabon        | 1 800 000              |
| 5   | Brasilien    | 1 000                  |
| 6   | Indien       | 950 000                |
| 7   | Malaysia     | 400 000                |
| 8   | Ukraina      | 390 000                |
| 9   | Kazakstan    | 390 000                |
| 10  | Ghana        | 390 000                |
| 11  | Mexiko       | 240 000                |
| 12  | Myanmar      | 100 000                |
| —   | Andra länder | 400 000                |